# مردان کمپانی
مردان کمپانی (به انگلیسی: The Company Men) فیلمی محصول سال ۲۰۱۰ و به کارگردانی جان ولز است. در این فیلم بازیگرانی همچون بن افلک، کوین کاستنر، کریس کوپر، تامی لی جونز، رزمری دویت، ماریا بلو، کریگ تی. نلسن، امان واکر، دینا اسکلسن، پاتریشیا کالمبر، کدی هافمن، تونیه پاتانو، ماریان پلانکت ایفای نقش کرده‌اند.